# Rammsjön (Anundsjö socken, Ångermanland)
Rammsjön är en sjö i Örnsköldsviks kommun i Ångermanland och ingår i Moälvens huvudavrinningsområde. Sjön är 6 meter djup, har en yta på 0,25 kvadratkilometer och befinner sig 147,2 meter över havet.

## Delavrinningsområde
Rammsjön ingår i det delavrinningsområde (704666-160554) som SMHI kallar för Mynnar i Agnsjön. Medelhöjden är 165 meter över havet och ytan är 10,1 kvadratkilometer. Det finns inga avrinningsområden uppströms utan avrinningsområdet är högsta punkten. Vattendraget som avvattnar avrinningsområdet har biflödesordning 3, vilket innebär att vattnet flödar genom totalt 3 vattendrag innan det når havet efter 72 kilometer. Avrinningsområdet består mestadels av skog (88 procent). Avrinningsområdet har 0,25 kvadratkilometer vattenytor vilket ger det en sjöprocent på 2,5 procent.